# Hagetaka: Road to Rebirth
Hagetaka: Road to Rebirth, ook bekend als The Vultures, is een Japanse miniserie die liep van 17 februari 2007 tot en met 24 maart 2007. De miniserie werd opgesplitst in zes afleveringen.

## Verhaal
Hagetaka is een zakendrama dat zich afspeelt in de jaren '90 en '00. De miniserie volgt Masahiko Washizu, een zakenman die gedurende acht jaar gevolgd wordt.

## Rolverdeling
- Nao Omori - Masahiko Washizu
- Chiaki Kuriyama - Yuka Mishima
- Ryuhei Matsuda - Osamu Nishino